# 37. rozdanie nagród Złotych Malin
37. rozdanie nagród Złotych Malin – przeprowadzona 25 lutego 2017 roku ceremonia mająca na celu „uhonorowanie” najgorszych filmów 2016 roku. Nagrody przyznane zostały na podstawie wyników głosowania członków Golden Raspberry Foundation. 2 stycznia osoby uprawnione do głosowania otrzymały formularze ze wstępnymi kandydatami, a oficjalna lista nominowanych została ogłoszona 23 stycznia. Ceremonia rozdania nagród odbyła się 25 lutego 2017 roku. Najwięcej statuetek – po cztery – zdobyły filmy Hillary’s America: The Secret History of the Democratic Party oraz Batman v Superman: Świt sprawiedliwości.

## Kalendarium
| Data             | Etap                                                                |
| ---------------- | ------------------------------------------------------------------- |
| 2 stycznia 2017  | Rozesłanie formularzy ze wstępnymi nominacjami do członków kapituły |
| 17 stycznia 2017 | Zakończenie nominacji                                               |
| 23 stycznia 2017 | Ogłoszenie nominowanych                                             |
| 3 lutego 2017    | Rozesłanie właściwych formularzy do członków kapituły               |
| 19 lutego 2017   | Zakończenie właściwego głosowania                                   |
| 25 lutego 2017   | 37. rozdanie nagród Złotych Malin i ogłoszenie zwycięzców           |

## Wygrani i nominowani

### Najgorszy film
- Hillary’s America: The Secret History of the Democratic Party
  - Batman v Superman: Świt sprawiedliwości
  - Bogowie Egiptu
  - Co ty wiesz o swoim dziadku?
  - Dzień Niepodległości: Odrodzenie
  - Zoolander 2

### Najgorszy aktor
- Dinesh D’Souza za film Hillary’s America: The Secret History of the Democratic Party
  - Ben Affleck za film Batman v Superman: Świt sprawiedliwości
  - Gerard Butler za filmy Bogowie Egiptu i Londyn w ogniu
  - Henry Cavill za film Batman v Superman: Świt sprawiedliwości
  - Robert De Niro za film Co ty wiesz o swoim dziadku?
  - Ben Stiller za film Zoolander 2

### Najgorsza aktorka
- Rebekah Turnerza film Hillary’s America: The Secret History of the Democratic Party
  - Megan Fox za film Wojownicze żółwie ninja: Wyjście z cienia
  - Tyler Perry za film Bu2! Madea i Halloween
  - Julia Roberts za film Dzień Matki
  - Naomi Watts za filmy Seria „Niezgodna”: Wierna i Osaczona
  - Shailene Woodley za film Seria „Niezgodna”: Wierna

### Najgorszy aktor drugoplanowy
- Jesse Eisenberg za film Batman v Superman: Świt sprawiedliwości
  - Nicolas Cage za film Snowden
  - Johnny Depp za film Alicja po drugiej stronie lustra
  - Will Ferrell za film Zoolander 2
  - Jared Leto za film Legion samobójców
  - Owen Wilson za filmy Asy bez kasy i Zoolander 2

### Najgorsza aktorka drugoplanowa
- Kristen Wiig za filmy Asy bez kasy i Zoolander 2
  - Julianne Hough za film Co ty wiesz o swoim dziadku?
  - Kate Hudson za film Dzień Matki
  - Aubrey Plaza za film Co ty wiesz o swoim dziadku?
  - Jane Seymour za film Pięćdziesiąt twarzy Blacka
  - Sela Ward za film Dzień Niepodległości: Odrodzenie

### Najgorszy reżyser
- Dinesh D’Souza – Hillary’s America: The Secret History of the Democratic Party
  - Roland Emmerich – Dzień Niepodległości: Odrodzenie
  - Tyler Perry – Bu2! Madea i Halloween
  - Alex Proyas – Bogowie Egiptu
  - Zack Snyder – Batman v Superman: Świt sprawiedliwości
  - Ben Stiller – Zoolander 2

### Najgorszy scenariusz
- Batman v Superman: Świt sprawiedliwości – Chris Terrio i David S. Goyer
  - Co ty wiesz o swoim dziadku? – John M. Phillips
  - Bogowie Egiptu – Matt Sazama i Burk Sharpless
  - Hillary’s America: The Secret History of the Democratic Party – Dinesh D’Souza i Bruce Schooley
  - Dzień Niepodległości: Odrodzenie – Dean Devlin, Roland Emmerich, James Vanderbilt, James A. Woods i Nicolas Wright
  - Legion samobójców – David Ayer

### Najgorsza ekranowa ekipa
- Ben Affleck i jego najlepszy nieprzyjaciel Henry Cavill – Batman v Superman: Świt sprawiedliwości
  - Dowolni dwaj egipscy bogowie lub śmiertelnicy – Bogowie Egiptu
  - Johnny Depp i jego sprawiający, że chce się wymiotować kolorowy kostium – Alicja po drugiej stronie lustra
  - Cała obsada składająca się z niegdyś poważanych aktorów – Ukryte piękno
  - Tyler Perry i jego znoszona peruka, którą nosi w każdym filmie – Bu2! Madea i Halloween
  - Ben Stiller i jego nieśmieszny przyjaciel Owen Wilson – Zoolander 2

### Najgorszy prequel, sequel, remake lub plagiat
- Batman v Superman: Świt sprawiedliwości
  - Alicja po drugiej stronie lustra
  - Dzień Niepodległości: Odrodzenie
  - Pięćdziesiąt twarzy Blacka
  - Wojownicze żółwie ninja: Wyjście z cienia
  - Zoolander 2

### Odkupienie za Złotą Malinę (The Razzie Redeemer Award)
- Mel Gibson za reżyserię filmu Przełęcz ocalonych (w 2015 roku nagrodzony za najgorszą rolę drugoplanową w filmie Niezniszczalni 3)